# Andrena algida
Andrena algida är en biart som beskrevs av Smith 1853. Andrena algida ingår i släktet sandbin, och familjen grävbin. Inga underarter finns listade i Catalogue of Life.